# A kis hableány (film, 1975)
A kis hableány (アンデルセン童話 にんぎょ姫; Anderuszen dóva: Ningjo hime; Hepburn: Andersen dōwa: Ningyo hime) 1975-ben bemutatott japán animációs fantasy kalandfilm, melyet a Toei Animation készített Kacumata Tomoharu rendezésében. A film Hans Christian Andersen A kis hableány című klasszikus meséjét dolgozza fel. A későbbi Disney-adaptációval ellentétben ez a film sokkal hűbb az eredeti történethez, és annak tragikus befejezésével ér véget. A kis hableány főszereplője Marina, a sellő és palackorrú delfin barátja, Ficánka történetét meséli el.
A kis hableányt Japánban a Toei Manga Macurin címen mutatták be 1975. március 21-én. Magyarországon 1977. november 10-én mutatták be a MOKÉP forgalmazásában, később VHS-en is megjelent, illetve a Magyar Televízió is bemutatta. Az Egyesült Államokban 1978-ban jelent meg, de eljutott még Franciaországba, Spanyolországba, Olaszországba, Lengyelországba és Oroszországba is.

## Cselekmény
A filmet Dániában felvett élő jelenetek nyitják. A narrátor elmagyarázza, hogy Dánia kedvelt úti cél a turisták számára, és számos mesemondó szülőhazája, akik közül a leghíresebb Hans Christian Andersen. Hozzáteszi, hogy Andersen számos szép történetet írt, melyek leghíresebbje a A kis hableány. A háttérben hallható sellődal felcsendülése után pedig átmegy animébe.
Marina (マリーナ; Mariina hime), a legfiatalabb és legszebb sellő a királyi családban, aki különösen kíváncsi az emberi világra. Gyakran próbál a nővéreivel tartani, mikor a felszínre mennek, azonban neki még tilos, mivel túl fiatal. Egy nap, amikor egy elsüllyedt hajóban kutat, egy fiatal férfi szobrára bukkan, s elkezd róla álmodozni. Úgy érzi, készen áll, hogy lássa a fenti világot, és figyelmen kívül hagyva a család kérését, elsettenkedik legjobb barátjával, Ficánkával (フリッツ; Furiccu; Hepburn: Furittsu; Fritz), a delfinnel. Mikor elérik a felszínt, meglátnak egy jóképű herceget egy hajón, azt, akit a szobor is ábrázolt. Azonban abban a pillanatban a tengeri boszorkány (魔女; Madzso; Hepburn: Majo) vihart kelt, s a hajó elsüllyed. Marina megmenti a herceget (フィヨルド王子; Fijorudo ódzsi; Hepburn: Fiyorudo ōji; Fjord herceg), és kiúszik vele a partra, viszont ott kell hagynia, mivel emberek jelennek meg. Marina mély szerelemre lobban a herceg iránt, és emberré szeretne válni. A tengeri boszorkány segítségét kéri, azonban hogy lábakat kaphasson, fel kell adnia sellő életét, és oda kell adnia hangját a boszorkánynak. A boszorkány továbbá közli vele, ha a herceg valaki mást vesz feleségül, ő másnap reggel a tenger habjaivá válik. A veszélyek ellenére Marina vállalja a kockázatot szerelméért. A boszorkány kicseréli Marina hangját lábakra. Könnyes búcsút vesz családjától, és Ficánkával elindul a felszínre. Másnap reggel maga a herceg talál rá.

A koppenhágai A kis hableány szobor

Marina egy hónapig él a herceggel, s erős kötelék alakul ki köztük. Némasága miatt a nevét nem tudja elmondani, ezért a herceg „hableány”-nak hívja Marinát, mivel a tenger felől érkezett. A herceg elmondja, hogy a szülei úgy akarják, hogy egy másik királyság hercegnőjét vegye feleségül, azonban az egyetlen lány, akit el akar venni az az, aki megmentette az életét. A herceg nem tudja, hogy Marina az, aki megmentette őt, s tévesen úgy véli, hogy egy fekete hajú lány volt az, aki felfedezte őt a parton, miután Marina megmentette őt. Mivel őt nem találja, Marinát kívánja feleségül venni. Azonban, amikor szülei arra kényszerítik a herceget, hogy találkozzon a hercegnővel, akit neki szánnak, felfedezi, hogy az idegen hercegnő a hollófekete hajú lány (スオミの姫; Suomi no hime). Öröm tölti el, és azonnal feleségül kívánja venni, összetörve Marina szívét.
Marinát a halála előtti éjszakán meglátogatják a nővérei, és elmondják, hogy ők is alkut kötöttek a tengeri boszorkánnyal. Szép hajuk levágásáért cserébe egy tőrt kaptak, amivel ha Marina megöli a herceget, visszatérhet régi sellő életéhez. A tőrt ugyan elfogadja, azonban képtelen megölni a herceget, miközben az alszik. Kimegy a hajótatra és arra gondol, hogy a herceg boldogsága az ő boldogsága is, és a tenger habjaként mindig mellette lehet. Beleveti a tőrt a tengerbe, a csobbanásra felébred a herceg, és Marinához siet. Azonban már késő: Marina a tengerbe veti magát, csak egy gyöngyöt és egy hajtűt hagy maga után, amit a herceg a kezébe vesz. Ahogy a nap felkel, Marina teste lassan habbá változik, és felszáll az égbe. Már a herceg is emlékszik, hogy valójában Marina mentette meg. Marina lelke felszáll a mennybe, miközben Ficánka a nevét kiáltja.
A narrátor elmagyarázza a nézőnek, hogy a sellő lelke felment a mennybe, miközben újra élő felvételek láthatók Dániáról. A film utolsó képein a koppenhágai A kis hableány szobor látható, a narrátor pedig zárógondolatként elmondja, hogy a kis hableány bátorságával, merészségével és történetével most és mindörökké utat mutat az emberiségnek.

## Szereplők
| Szereplő                  | Japán hang       | Magyar hang            |
| ------------------------- | ---------------- | ---------------------- |
| Marina, a kis hableány    | Kasijama Fumie   | Szilvássy Annamária    |
| Ficánka (Fritz)           | Mijagi Mariko    | Pálos Zsuzsa           |
| Herceg                    | Sigaki Taró      | Sinkovits-Vitay András |
| Sellőkirály               | Sibata Hideki    | Kristóf Tibor          |
| Sellővénasszony           | Azabu Mijoko     | Náray Teri             |
| Marina lila hajú nővére   | Szugijama Kazuko | Hűvösvölgyi Ildikó     |
| Marina kék hajú nővére    | Kitahama Haruko  | Harangozó Teri         |
| Tengeri boszorkány        | Kitahama Haruko  | Hámori Ildikó          |
| Cetherceg                 | Tomita Kószei    | Képessy József         |
| Tarisznyarák              | Kimocuki Kaneta  | Ujréti László          |
| Remeterák                 | Kimocuki Kaneta  | Surányi Imre           |
| Ovális cápa               | Ogata Kenicsi    | Dengyel Iván           |
| Karmos, a macska          | Szavada Kazuko   | Kállay Ilona           |
| Királynő                  | Jamagucsi Nana   | Tolnay Klári           |
| Hollófekete hajú hercegnő | Josida Rihoko    | Kútvölgyi Erzsébet     |
| Pillangóhal               | N/A              | Gyabronka József       |
| Gömbhal                   | N/A              | Oszvald Marika         |
| Hajóskapitány             | N/A              | Bánhidi László         |
| Dadus                     | N/A              | Győri Ilona            |
| Írnok                     | N/A              | Verebély Iván          |
| Főkamarás                 | N/A              | Velenczey István       |
| Király                    | N/A              | Bodor Tibor            |
| Komornyik                 | N/A              | Rátonyi Róbert         |
| Szomszéd királynő         | N/A              | Dallos Szilvia         |
| Mesélő                    | N/A              | Földi Teri             |

## Filmzene
- Nyitódal: Akogare (あこがれ?)

Ének: Oszugi Kumiko; dalszöveg: Ivatani Tokiko; zene és zenei rendezés: Hirajosi Takekuni.
- Betétdal: Matteita hito (待っていた人?) (Marina dala)

Ének: Oszugi Kumiko és mások; dalszöveg: Ivatani Tokiko; zene és zenei rendezés: Hirajosi Takekuni.

## Megjelenések
A kis hableányt Japánban a Toei Manga Macurin 1975. március 21-én mutatta be. Magyarországon 1977. november 10-én mutatták be a mozik a MOKÉP forgalmazásában. 1990-ben jelent meg VHS-en. A televízióban az MTV-1 és a Duna TV is bemutatta, első televíziós vetítése 1981. július 26-án volt az MTV-1-en. Az Egyesült Államokban 1978. február 4-én jelent meg a G. G. Communications és Prima Film kiadásában. A film ezenkívül eljutott még Franciaországba, Spanyolországba, Olaszországba, Lengyelországba és Oroszországba is.